# Trophée Frank Worrell
Pour les articles homonymes, voir Worrell (homonymie).
Le trophée Frank Worrell (Frank Worrell Trophy) est une série de tests-matchs de cricket jouée entre l'équipe d'Australie et l'équipe des Indes occidentales. Elle se joue en trois, quatre, cinq voire six matchs selon les éditions. Lorsqu'une série se termine par un résultat nul, le tenant du titre garde le trophée.
Cette série doit son nom à l'ancien capitaine des Indes occidentales Sir Frank Worrell.
Le premier trophée Frank Worrell s'est joué en 1960-61 et a été remporté par l'Australie.

## Palmarès
| Série  | Saison    | Nation hôte        | Matchs | Australie | Indes occ. | Nuls | Égalité | Vainqueur          |
| ------ | --------- | ------------------ | ------ | --------- | ---------- | ---- | ------- | ------------------ |
| 1      | 1960–61   | Australie          | 5      | 2         | 1          | 1    | 1       | Australie          |
| 2      | 1964–65   | Indes occidentales | 5      | 1         | 2          | 2    | 0       | Indes occidentales |
| 3      | 1968–69   | Australie          | 5      | 3         | 1          | 1    | 0       | Australie          |
| 4      | 1972–73   | Indes occidentales | 5      | 2         | 0          | 3    | 0       | Australie          |
| 5      | 1975–76   | Australie          | 6      | 5         | 1          | 0    | 0       | Australie          |
| 6      | 1977–78   | Indes occidentales | 5      | 1         | 3          | 1    | 0       | Indes occidentales |
| 7      | 1979–80   | Australie          | 3      | 0         | 2          | 1    | 0       | Indes occidentales |
| 8      | 1981–82   | Australie          | 3      | 1         | 1          | 1    | 0       | Nul                |
| 9      | 1983–84   | Indes occidentales | 5      | 0         | 3          | 2    | 0       | Indes occidentales |
| 10     | 1984–85   | Australie          | 5      | 1         | 3          | 1    | 0       | Indes occidentales |
| 11     | 1988–89   | Australie          | 5      | 1         | 3          | 1    | 0       | Indes occidentales |
| 12     | 1990–91   | Indes occidentales | 5      | 1         | 2          | 2    | 0       | Indes occidentales |
| 13     | 1992–93   | Australie          | 5      | 1         | 2          | 2    | 0       | Indes occidentales |
| 14     | 1994–95   | Indes occidentales | 4      | 2         | 1          | 1    | 0       | Australie          |
| 15     | 1996–97   | Australie          | 5      | 3         | 2          | 0    | 0       | Australie          |
| 16     | 1998–99   | Indes occidentales | 4      | 2         | 2          | 0    | 0       | Nul                |
| 17     | 2000–01   | Australie          | 5      | 5         | 0          | 0    | 0       | Australie          |
| 18     | 2002–03   | Indes occidentales | 4      | 3         | 1          | 0    | 0       | Australie          |
| 19     | 2005–06   | Australie          | 3      | 3         | 0          | 0    | 0       | Australie          |
| 20     | 2008      | Indes occidentales | 3      | 2         | 0          | 1    | 0       | Australie          |
| 21     | 2009-2010 | Australie          | 3      | 2         | 0          | 1    | 0       | Australie          |
| Totaux | Totaux    | Matches            | 93     | 41        | 30         | 22   | 1       |                    |
| Totaux | Totaux    | Séries             | 21     | 11        | 8          | 2    |         |                    |